# Ivar Werner
Ivar Werner, född 30 januari 1923 i Karlstads stadsförsamling, Karlstad, död 19 april 2004 i Helga Trefaldighets församling, Uppsala län, var en svensk överläkare och professor. Han var från 1976 professor i geriatrik vid Uppsala universitet. Ivar Werner är gravsatt i minneslunden på Berthåga kyrkogård i Uppsala.